# Cremastus balteatus
Cremastus balteatus är en stekelart som beskrevs av Vollenhoven 1878. Cremastus balteatus ingår i släktet Cremastus och familjen brokparasitsteklar. Inga underarter finns listade i Catalogue of Life.